# Luigi di Lorena, principe di Lambesc
Luigi di Lorena (13 febbraio 1692 – 9 settembre 1743) fu un membro del ramo cadetto del Casato di Lorena, il Casato di Guisa e noto come Prince de Lambesc.

## Biografia
Il maggiore dei due figli nati dal Conte e dalla Contessa di Brionne, ebbe una sorella minore, Maria Luisa (1693–1724) che morì nubile.

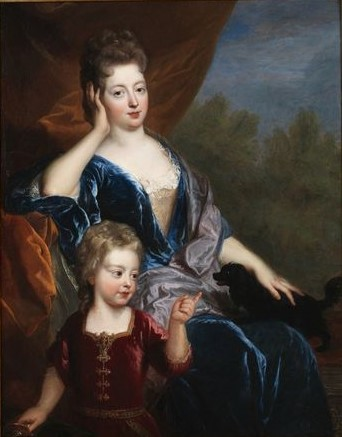
Il Principe di Lambesc e sua madre ritratti da François de Troy

Da bambino, fu immortalato dall'artista François de Troy che lo ritrasse con la madre intorno al 1697.
Combatté al fianco di suo zio Conte d'Armagnac nella battaglia di Malplaquet nel 1709 e fu catturato dal Principe Eugenio di Savoia. Fu in seguito creato Governatore d'Angiò nel 1712, e nel 1719 fu fatto Brigadiere dell'esercito del Re.
Si sposò con Jeanne Henriette Marguerite de Durfort, nipote di Jacques Henri de Durfort il 22 maggio 1709. La coppia ebbe sei figli, due dei quali avrebbero avuto discendenza. Morì nel 1743 essendo sopravvissuto alla moglie di sette anni.

## Figli

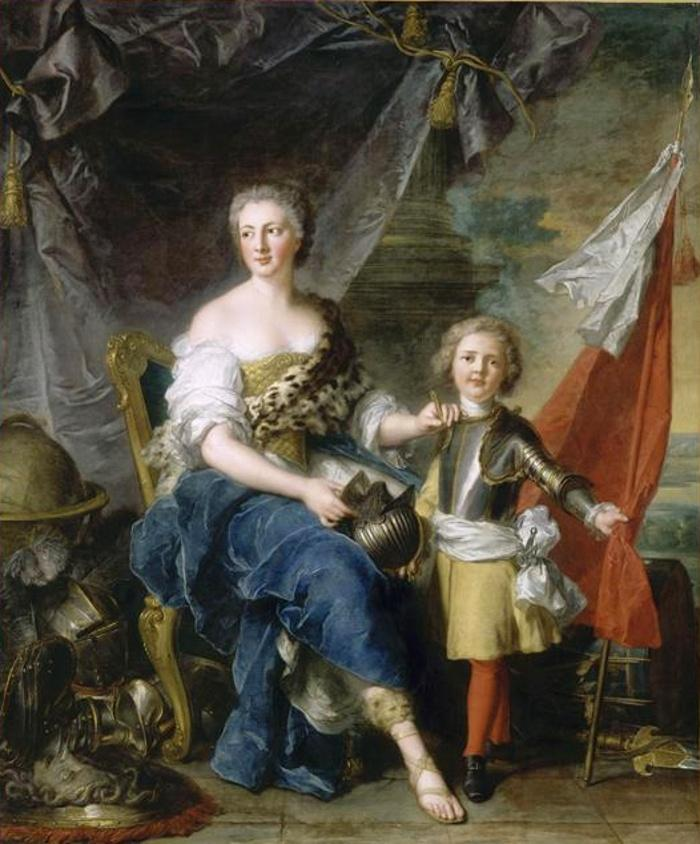
Giovanna Luisa & suo fratello Luigi: due dei figli di Luigi, Principe di Lambesc

- Giovanna Luisa di Lorena (4 dicembre 1711–2 ottobre 1772) nubile;
- Luisa di Lorena (21 luglio 1722–6 gennaio 1747) sposò Alessandro Ferdinando, III Principe di Thurn und Taxis, senza figli;
- Enrichetta Giuliana Gabriella di Lorraine (3 ottobre 1724–24 marzo 1761) sposò Dom Jayme Alvares Pereira de Melo, Duca di Cadaval ed ebbe figli;[2]
- Luigi Carlo di Lorena, Principe di Lambesc (10 settembre 1725–28 giugno 1761) si sposò tre volte; prima con Louise Charlotte de Gramont, figlia del Duca di Gramont, senza figli; sposò poi Auguste de Coëtquen, senza figli; infine sposò Louise Julie Constance de Rohan ed ebbe figli;
- Camillo di Lorena (31 dicembre 1726–21 agosto 1788) celibe;
- Enrichetta Agata di Lorena (13 luglio 1731–30 novembre 1756) nubile.

## Ascendenza
|                            |                                                |                                                       | Genitori                                                    |  |  | Nonni |  |  | Bisnonni                |  |  | Trisnonni                |  |
|                            |                                                |                                                       |                                                             |  |  |       |  |  | Henri, conte d'Harcourt |  |  | Charles I, duca d'Elbeuf |  |
|                            |                                                |                                                       |                                                             |  |  |       |  |  | Henri, conte d'Harcourt |  |  | Charles I, duca d'Elbeuf |  |
|                            |                                                | Marguerite de Chabot, contessa di Charny              |                                                             |  |  |       |  |  | Henri, conte d'Harcourt |  |  |                          |  |
| Louis, conte d'Armagnac    |                                                |                                                       |                                                             |  |  |       |  |  | Henri, conte d'Harcourt |  |  |                          |  |
|                            |                                                | Marguerite Philippe du Cambout                        | Charles du Cambout, marchese di Coislin                     |  |  |       |  |  |                         |  |  |                          |  |
|                            |                                                | Marguerite Philippe du Cambout                        | Charles du Cambout, marchese di Coislin                     |  |  |       |  |  |                         |  |  |                          |  |
|                            |                                                | Marguerite Philippe du Cambout                        | Philippe de Beurges, signora di Seury                       |  |  |       |  |  |                         |  |  |                          |  |
| Henri, conte di Brionne    |                                                | Marguerite Philippe du Cambout                        |                                                             |  |  |       |  |  |                         |  |  |                          |  |
|                            |                                                | Nicolas IV de Neufville, duca di Villeroy             | Charles de Neufville, marchese di Villeroy ed Alincourt     |  |  |       |  |  |                         |  |  |                          |  |
|                            |                                                | Nicolas IV de Neufville, duca di Villeroy             | Charles de Neufville, marchese di Villeroy ed Alincourt     |  |  |       |  |  |                         |  |  |                          |  |
|                            |                                                | Nicolas IV de Neufville, duca di Villeroy             | Jacqueline de Harlay de Sancy                               |  |  |       |  |  |                         |  |  |                          |  |
| Catherine de Neufville     |                                                | Nicolas IV de Neufville, duca di Villeroy             |                                                             |  |  |       |  |  |                         |  |  |                          |  |
|                            |                                                | Marie de Créquy, signora di Mions                     | Charles de Créquy de Blanchefort-Canaples, principe di Poix |  |  |       |  |  |                         |  |  |                          |  |
|                            |                                                | Marie de Créquy, signora di Mions                     | Charles de Créquy de Blanchefort-Canaples, principe di Poix |  |  |       |  |  |                         |  |  |                          |  |
|                            |                                                | Marie de Créquy, signora di Mions                     | Madeleine de Bonne                                          |  |  |       |  |  |                         |  |  |                          |  |
| Louis, principe di Lambesc |                                                | Marie de Créquy, signora di Mions                     |                                                             |  |  |       |  |  |                         |  |  |                          |  |
|                            | Philippe Emanuel d'Espinay, marchese di Broons | François d'Espinay, marchese di Broons e Molley-Bâcon |                                                             |  |  |       |  |  |                         |  |  |                          |  |
|                            | Philippe Emanuel d'Espinay, marchese di Broons | François d'Espinay, marchese di Broons e Molley-Bâcon |                                                             |  |  |       |  |  |                         |  |  |                          |  |
|                            | Philippe Emanuel d'Espinay, marchese di Broons | Sylvie de Rohan                                       |                                                             |  |  |       |  |  |                         |  |  |                          |  |
| Louis, marchese d'Espinay  | Philippe Emanuel d'Espinay, marchese di Broons |                                                       |                                                             |  |  |       |  |  |                         |  |  |                          |  |
|                            |                                                | Madeleine de Warignies                                | Tanneguy, conte di Warignies                                |  |  |       |  |  |                         |  |  |                          |  |
|                            |                                                | Madeleine de Warignies                                | Tanneguy, conte di Warignies                                |  |  |       |  |  |                         |  |  |                          |  |
|                            |                                                | Madeleine de Warignies                                | Antoinette du Parc, baronessa di Biards                     |  |  |       |  |  |                         |  |  |                          |  |
| Marie-Madeleine d'Espinay  |                                                | Madeleine de Warignies                                |                                                             |  |  |       |  |  |                         |  |  |                          |  |
|                            |                                                | Philippe de Cousin                                    | …                                                           |  |  |       |  |  |                         |  |  |                          |  |
|                            |                                                | Philippe de Cousin                                    | …                                                           |  |  |       |  |  |                         |  |  |                          |  |
|                            |                                                | Philippe de Cousin                                    | …                                                           |  |  |       |  |  |                         |  |  |                          |  |
| Marie Françoise de Cousin  |                                                | Philippe de Cousin                                    |                                                             |  |  |       |  |  |                         |  |  |                          |  |
|                            |                                                | Madeleine de Rouville                                 | …                                                           |  |  |       |  |  |                         |  |  |                          |  |
|                            |                                                | Madeleine de Rouville                                 | …                                                           |  |  |       |  |  |                         |  |  |                          |  |
|                            |                                                | Madeleine de Rouville                                 | …                                                           |  |  |       |  |  |                         |  |  |                          |  |
|                            |                                                | Madeleine de Rouville                                 |                                                             |  |  |       |  |  |                         |  |  |                          |  |